# Janko Rusev
Janko Rusev Rusev (in bulgaro Янко Русев Русев?; Šumen, 1º dicembre 1958) è un ex sollevatore bulgaro, campione olimpico, mondiale ed europeo, che ha gareggiato nelle categorie dei pesi piuma (fino a 60 kg), dei pesi leggeri (fino a 67,5 kg) e dei pesi medi (fino a 75 kg). Nel 1993 è stato eletto membro della Hall of Fame della Federazione Internazionale di Sollevamento Pesi (IWF).

## Carriera
Rusev ha dominato le categorie dei pesi leggeri e dei pesi medi durante la sua carriera. Ha disputato la sua prima grande competizione internazionale ai campionati mondiali del 1977 a Stoccarda, valevoli anche come campionati europei, nella categoria dei pesi piuma, classificandosi al secondo posto con 277,5 kg nel totale, terminando alle spalle del sovietico Nikolaj Kolesnikov (280 kg) e conquistando così una doppia medaglia d'argento.
Ai campionati mondiali del 1978 a Gettysburg, Rusev era già passato alla categoria superiore dei pesi leggeri ed è stato già in grado di vincere il primo dei suoi cinque titoli mondiali con 310 kg nel totale. Nello stesso anno, prima dei Mondiali, ha vinto la medaglia d'oro ai campionati europei di Havířov con 312,5 kg, sempre nei pesi leggeri. L'anno seguente riuscì a difendere i suoi titoli, vincendo i campionati europei di Varna con 322,5 kg e i campionati mondiali a Salonicco con 332,5 kg, nuovo record mondiale nel totale, dopo aver battuto anche il record mondiale nello slancio durante la stessa gara.
Nel 1980, dopo aver vinto la medaglia d'oro ai Campionati europei di Belgrado con il nuovo record mondiale di 337,5 kg nel totale, partecipa alle Olimpiadi di Mosca, la cui competizione era valida anche come campionato mondiale. Rusev aggiunge altri 5 kg al risultato ottenuto qualche mese prima agli Europei, vincendo la medaglia d'oro olimpica con 342,5 kg, ancora record del mondo, precedendo il tedesco orientale Joachim Kunz e il connazionale Minčo Pašov. In quell'occasione Rusev ha battuto nuovamente anche il record mondiale nella prova di slancio con 195 kg.
Nel 1981 Rusev ha fatto un ulteriore salto di categoria, andando a competere nei pesi medi, riuscendo a vincere subito la medaglia d'oro ai Campionati mondiali di Lilla, validi anche come Campionati europei, ancora una volta con il record del mondo di 360 kg nel totale.
Nel 1982 ha confermato la sua medaglia d'oro ai campionati mondiali di Lubiana, realizzando un altro record del mondo con 365 kg nel totale, ed anche in questa occasione con il record del mondo nella prova di slancio con 209 kg. Anche questa edizione dei Mondiali era valida anche come campionato europeo.
Rusev ha partecipato al suo ultimo campionato mondiale a Mosca 1983, valido anche come campionato europeo, ritornando alla categoria dei pesi leggeri e terminando la competizione al secondo posto con 337,5 kg nel totale, battuto questa volta dal suo storico rivale Joachim Kunz con 340 kg.
Ha abbandonato l'attività agonistica nel 1984, quando non aveva ancora compiuto 26 anni, ed ha intrapreso la carriera di allenatore di sollevamento pesi.
Ha realizzato nel corso della sua intensa carriera 25 record del mondo così suddivisi:
- 1 nei pesi piuma, prova di slancio;
- 18 nei pesi leggeri, di cui 5 nello strappo, 8 nello slancio, 5 nel totale;
- 6 nei pesi medi, di cui 4 nello slancio e 2 nel totale.